# تسوکاسا هوساکا
تسوکاسا هوساکا (به انگلیسی: Tsukasa Hosaka) بازیکن فوتبال اهل ژاپن و عضو تیم ملی فوتبال ژاپن است که در تاریخ ۰۶ نوامبر ۱۹۶۰ میلادی اولین بازی ملی‌اش را انجام داد. او در ۱۹ بازی ملی حضور داشت و آخرین بازی ملی خود را در تاریخ ۳ مارس ۱۹۶۴ میلادی انجام داد. تسوکاسا هوساکا در بازی‌های ملی‌اش
گلی به ثمر نرساند.